# Miguel San Sebastián
Miguel San Sebastián Chasco es un médico especialista en epidemiología medioambiental nacido en San Sebastián, España. Es autor del Informe Yana Curi, documento de 2000 que estudia la influencia de la contaminación derivada de la extracción de petróleo en la Amazonia ecuatoriana sobre la salud de la población de la zona. Esta obra, editada por el Instituto de Epidemiología y Salud Comunitaria "Manuel Amunarriz" en Coca, es fruto de su trabajo durante años como cooperante de Medicus Mundi. Es profesor en el Departamento de Epidemiología y Salud global de la Universidad de Umeå.
Recibió el Premio al Cooperante Vasco de 1996.